# Ryttersfjället
Ryttersfjället är ett naturreservat i Eda kommun i Värmlands län.
Området är naturskyddat sedan 2016 och är 42 hektar stort. Reservatet består av ett naturskogsområde beläget i en bergssluttning. 